# Вікован Іван Петрович
Іван Петрович Вікован (нар. 4 квітня 1946, с. Слов'ятин, Україна) — український історик, краєзнавець.

## Життєпис
Іван Вікован народився 4 квітня 1946 року у селі Слов'ятині, нині Саранчуківської громади Тернопільського району Тернопільської области України.
Закінчив Львівський університет. Працював директором ЗОШ № 2 села Нові Петрівці Київської области (1977—1978), від 1980 — директор Національного музею-заповідника «Битва за Київ у 1943 році».

### Громадсько-політичний діяльність
Був двічі депутатом Вишгородської районної та Новопетрівської сільської рад.

## Доробок
Автор наукових статей.

## Нагороди
- орден князя Ярослава Мудрого V ступеня (2022)[2],
- орден «За заслуги» III (2006)[3], II (2012)[4], I (2016)[5] ступенів,
- заслужений працівник культури України (1993)[6],
- ювілейна медаль «20 років незалежності України» (2011)[7].